# 尚育王
尚育（琉球語：／  ?；1813年8月19日—1847年10月25日）是琉球國第二尚氏王朝的第十八代國王。1835年至1847年在位。尚灝王之子、琉球最後一位國王尚泰之父。童名思德金（又稱思真蒲戶金）。
1828年，尚育代替父親尚灝王行國政。1831年，尚育組織魏學源、鄭良弼等官員編纂《新集科律》，補充了《琉球科律》的不足。
其父尚灝王亡故後，時年二十二歳的尚育於1835年（道光十五年）即位。1838年（道光十八年），清朝派遣翰林院修撰林鴻年、編纂高人鑑為正副冊封使，捧詔敕御書臨國，襲封王世子尚育。
尚育王在位期間，致力於振興琉球的經濟。他派遣下知役、檢者等官前去各個貧困的間切，指導和鼓舞百姓耕作；派遣橫目，檢束違法行為；1837年，尚育王增加假山奉行一人，整治荒廢的山林。在尚育王的努力下，琉球的農業和經濟逐漸有恢復的跡象。
尚育王也非常推崇儒學，他下令在首里三平等所屬各村建立學校，並派官員監督和鼓勵學生學習。他繼承了尚溫王的遺志，在國學旁邊建立了文廟。1845年，又在久米村添設漢文師一人暨漢文組立寄役一人，以教授文學。
1844年（道光24年），法國海軍來到那霸港，要求開港貿易。法國傳教士西奧多·奧古斯丁·福爾卡德神父（Théodore Augustin Forcade）滯留琉球，要求自由傳教。1846年，尚育王被迫同意法國方面的要求，神父乘法國軍艦離開琉球。同年4月30日英國海軍入港，匈牙利傳教士伯德令至琉球。
1847年（道光二十七年），在琉球經濟尚未恢復的時候尚育王就病逝了。他在位共計十三年，時年三十五歲，死後葬於玉陵。

## 家族
- 父 尚灝王
- 母 具志堅按司加那志向氏（向廷錫（翁長親方朝興）之女）
- 妃 佐敷按司加那志向元貞（童名思眞鶴金。號元貞，豐見城王子尚楷之女，始稱野嵩按司加那志。1814年（嘉慶十九年）甲戌、十月二十日生。1864年（同治三年）甲子、十二月十七日薨。壽五十一。葬於玉陵）
- 夫人 真南風按司向氏（童名眞牛金，喜名親雲上向朝清之女）
- 子女
  - 長男 尚濬（童名思五郎金。1832年（道光十二年）壬辰、七月十八日生。1844年（道光二十四年）甲辰、八月二十一日薨。壽十三。葬於西玉陵，母為妃向氏）
  - 次男 尚泰（童名思次良金。母為妃佐敷按司加那志向氏）
  - 三男 尚弼（童名思樽金。具志川王子，後來的今歸仁王子，母為夫人真南風按司向氏）
  - 長女 國場翁主尚妙香（童名眞鍋樽金。號妙香）
  - 次女 末吉翁主（童名眞牛金，嫁與那城按司向朝知，母為妃向氏）
  - 三女 上間翁主（童名思眞松金，嫁國頭按司馬正全，母為妃向氏）
  - 四女 兼城翁主（童名眞鶴，嫁幸地親方向朝常。母為夫人真南風按司向氏）
  - 五女 照屋翁主（童名眞嘉戸樽金，嫁森山親雲上向朝盛。母為夫人真南風按司向氏）